# ماجراهای اوگی مارچ
ماجراهای اوگی مارچ (به انگلیسی: The Adventures of Augie March) نام رمانی رندنامه و رمان تربیتی اثر سال بلو نویسنده آمریکایی کانادایی است. این رمان اولین بار توسط انتشارات وایکینگ در سال ۱۹۵۳ در کشور آمریکا به زبان انگلیسی چاپ شد.
ماجراهای اوگی مارچ داستان شخصی به نام اوگی مارچ است که در دوران رکود بزرگ زندگی می‌کند؛ این رمان در سال ۱۹۵۴ برنده جایزه کتاب ملی برای داستان شد و در لیست ۱۰۰ رمان برتر به انتخاب کتابخانه مدرن و مجله تایم و گاردین قرار گرفت.